# A-104
Die Mission A-104 (auch Pegasus 2 genannt) war der zweite von drei Flügen im Rahmen des Apollo-Programms der NASA, der einen aktiven Forschungssatelliten ins All brachte. Eine zweistufige Saturn I mit einem Dummy des Apollo-Raumschiffs transportierte den Satelliten Pegasus 2 in einen erdnahen Orbit (LEO). Die Mission unterschied sich nur geringfügig von A-103.

## Ziele
Aufgabe der Pegasus-Missionen war es, die Häufigkeit von Mikrometeoriten der Größenordnung von 1.E-7 bis 1.E-4 g im erdnahen Raum zu erforschen. Demonstration des iterativen Steuermoduses der Rakete. Evaluation der Funktionen von Apollo und Saturn, sowie der Apollo-Rettungsrakete (LES).

## Aufbau
Aktives Launch Escape System (LES):

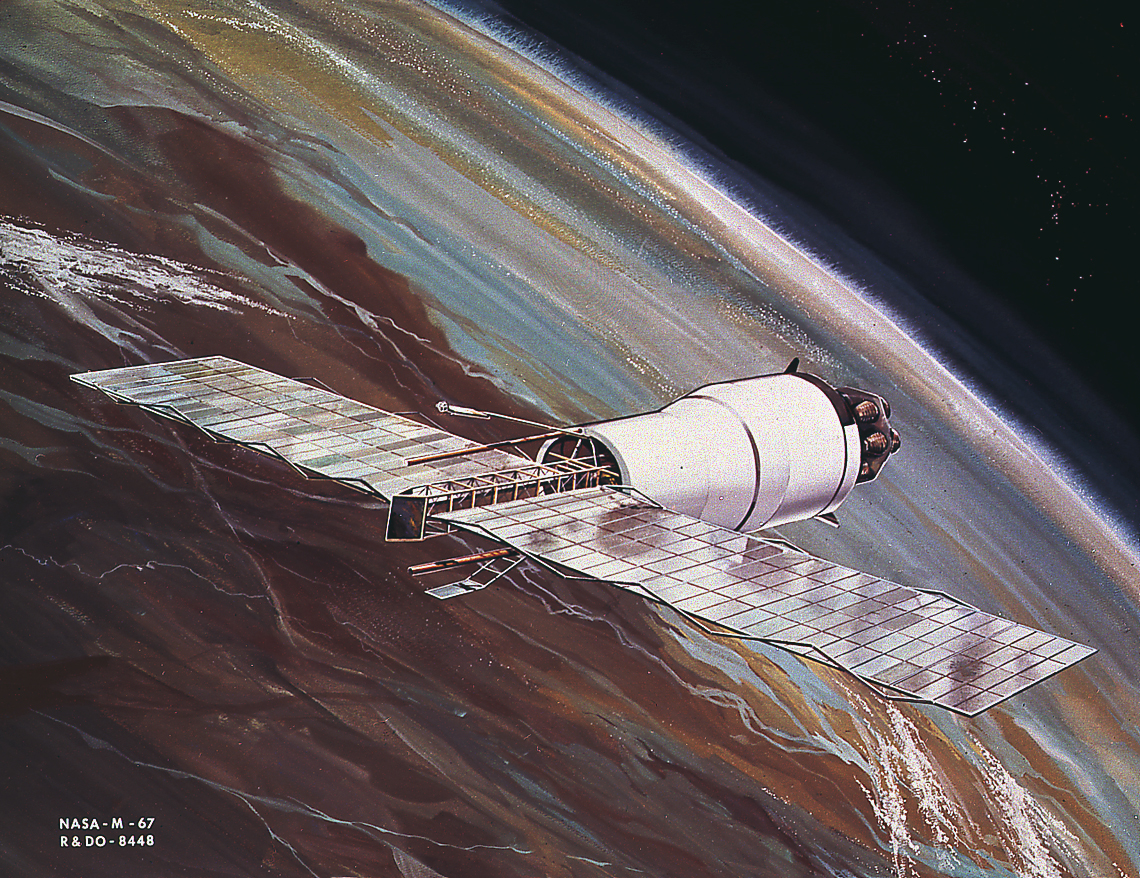
Pegasus-Satellit

Funktionsfähige Rettungsrakete mit 4,70 m Höhe. Fluchtturm, eine 3,05 m hohe Tragekonstruktion für die Rettungsrakete.
Apollo-Dummy (BP-26), das naturgetreue Modell (engl. Boilerplate genannt) wog 4.400 kg und bestand aus dem Kommandomodul (CM): eine konische Aluminiumkonstruktion mit einem Basis-Durchmesser von 3,91 m und 3,56 m Höhe und dem Servicemodul (SM): eine Aluminiumkonstruktion, die auch als Nutzlastverkleidung des Satelliten diente, war mittels einer Adaptersektion auf der Instrumenten-Einheit der zweiten Stufe montiert. Eine der nachgebildeten Steuerungsdüsen (RCS) war dazu ausgerüstet die Temperaturen während des Starts aufzuzeichnen. Ein Unterschied zu A-101 war, dass nunmehr zwei von vier dieser Steuerungstriebwerke Prototypen waren und nicht alle nur Attrappen.
Der Pegasus-Satellit war mit der zweiten Stufe fest verbunden, maß 5,28 × 2,13 × 2,41 Meter und wog 1.805 kg. Die Zentraleinheit umfasste die Elektronik, Sensoren, Solarpanele und die Mechanik zum Entfalten der beiden ausfahrbaren Detektorflächen. Diese waren 29,3 Meter lang, 4,3 Meter breit und registrierten den Mikrometeoriteneinschlag.

## Vorbereitung
Die Stufen wurden zwischen 25. Februar und 8. März 1965 zum Kennedy Space Center geliefert und auf dem Launch Complex 37B aufgebaut. Es gab keine nennenswerten Komplikationen.

## Flugverlauf

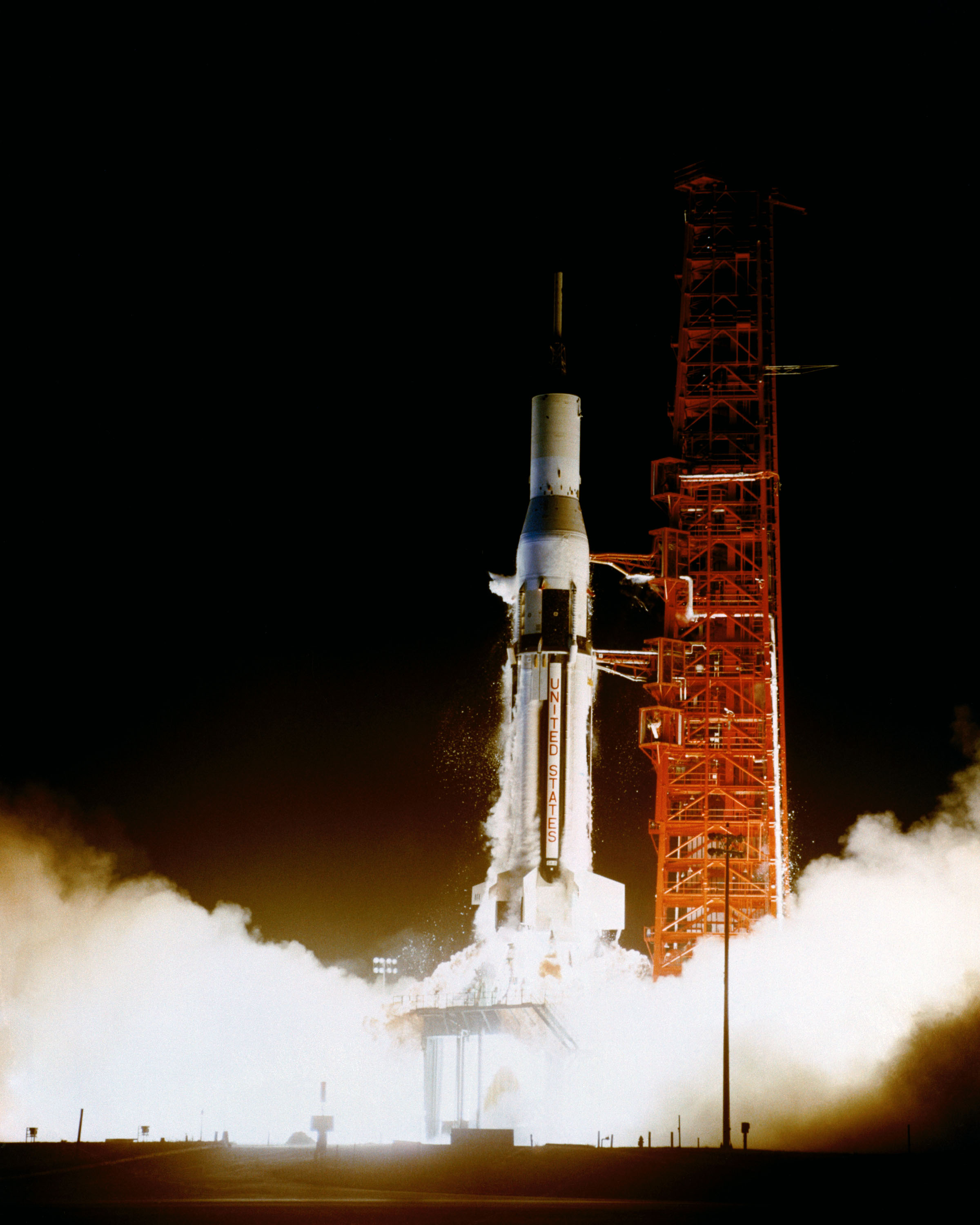
Start der A-104-Mission

Der Start erfolgte am 25. Mai 1965 um 7:41:00 UTC, er war (02:41 Ortszeit) der erste Nachtstart einer Saturn I. Nachdem die erste Stufe abgetrennt war und die zweite gezündet hatte, wurde auch das LES durch die Triebwerke der Rettungsrakete wie geplant abgetrennt.
10 Minuten und 42 Sekunden nach dem Start schwenkte die Rakete in eine Umlaufbahn. Etwa zweieinhalb Minuten später wurde das Apollo-Raumschiff von der zweiten Stufe (und dem auf ihr montierten Satelliten) getrennt und  auf eine eigene Flugbahn gebracht. Pegasus verblieb in der geplanten Umlaufbahn und entfaltete eine Minute später seine Detektorflächen.
Seine Lebensdauer war für etwa 1.220 Tage geplant. Die Satelliteninstrumente und die Funksignale wurden am 29. August 1968 abgeschaltet. Am 3. November 1979 verglühte der Satellit in der Atmosphäre.

## Auswirkung auf das Apollo-Programm
Die Mission war ein voller Erfolg. Zwar traten kleinere Fehlfunktionen an der ersten Stufe auf, es wurden aber alle gesteckten Ziele erreicht.
Die nächste Mission sollte den dritten und letzten Pegasus-Satelliten ins All bringen.

## Trivia
Die NASA wechselte 1964 den Hersteller der ersten Stufe. Das Modell mit der Seriennummer SA-9 war das letzte von acht, das bei Marshall gefertigt wurde; SA-8, SA-10 und die folgenden für die Saturn IB sollten von Chrysler kommen. Da Chrysler für die Entwicklung etwas länger brauchte, flog SA-9 zuerst. Die Missionsbezeichnungen (A-101 bis A-105) blieben aber chronologisch. So ergaben sich A-103/SA-9 und A-104/SA-8.